# Kaninsvält

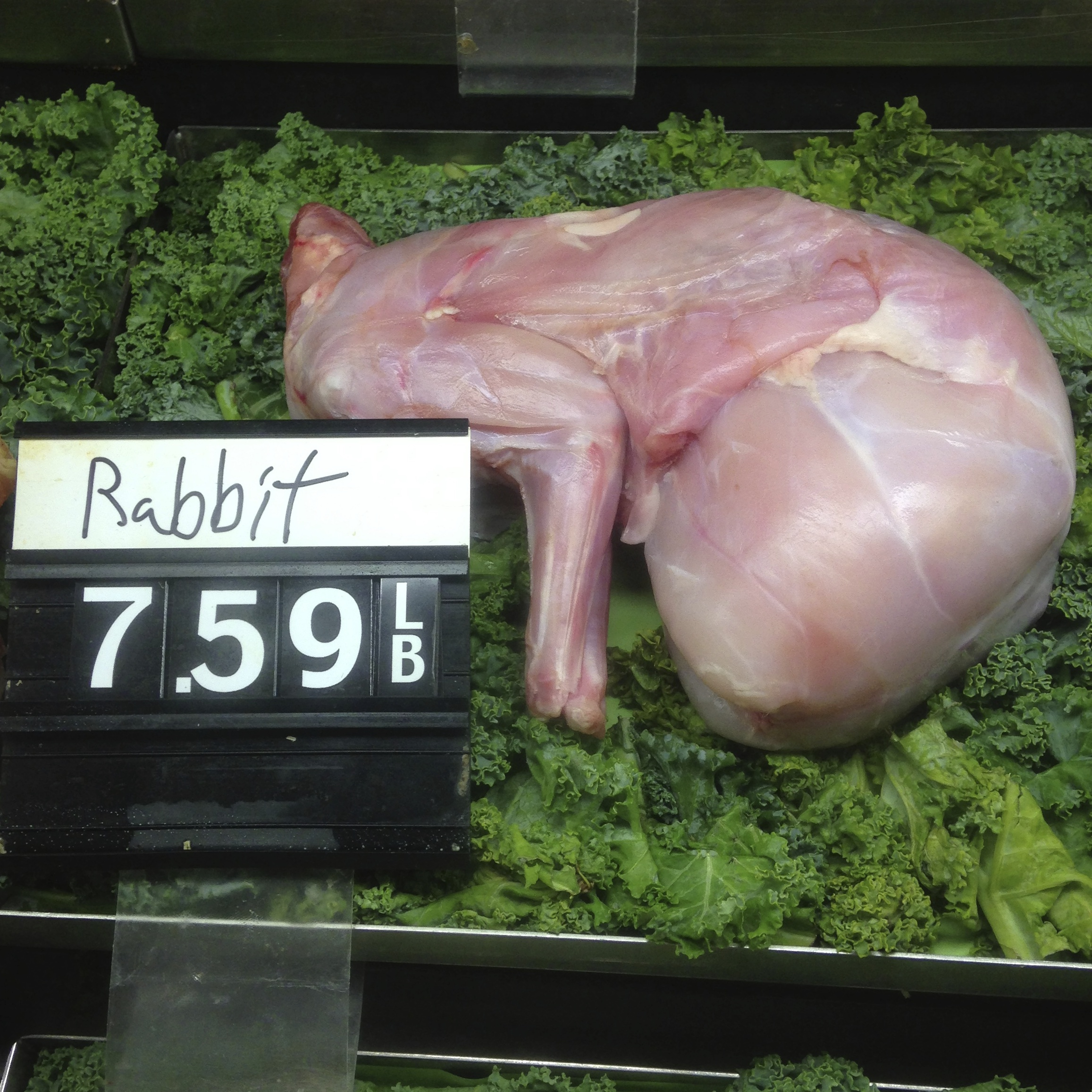
Kaninkött är, vilket syns på bilden, väldigt fettfattigt.

Kaninsvält eller proteinförgiftning är ett sjukdomstillstånd vid ensidigt intag av protein.
Sjukdomen kallas för kaninsvält eftersom den uppträdde hos pälsjägare. Kanin är ett lättjagat byte men dess kött saknar vissa vitaminer som är nödvändiga för människan. Hudson Bay-kompaniet, som exempel, har haft flera fall av pälsjägare som svultit ihjäl trots att de ätit rikliga mängder med kaninkött.
Vad som händer är att kroppen förbrukar sitt eget förråd av vitaminer och mineraler när kaninköttet ska spjälkas, det vill säga sönderdelas. Dessa kommer sedan ut tillsammans med avföringen. Om inte dessa vitaminer och mineraler ersätts får man först symptom av vitaminbrist, till exempel trötthet. Fortsätter man med en ensidig diet på kaninkött förvärras symptomen. Det som hände med pälsjägarna var att de helt enkelt åt sig till döds. Hade de kompletterat kosten med fett hade de överlevt.
Enligt de nordiska näringsrekommendationerna bör protein utgöra 10-20 procent av de kalorier man dagligen äter.
Kaninsvält kan uppstå när 45 procent eller mer av kalorierna kommer från protein. Illamående, svaghetskänsla och diarré är de symtom som kan uppstå när man äter en sådan kost. Dessa symtom lindras när proteininnehållet minskas genom att mängden kolhydrater och fett ökar.